# 일반의

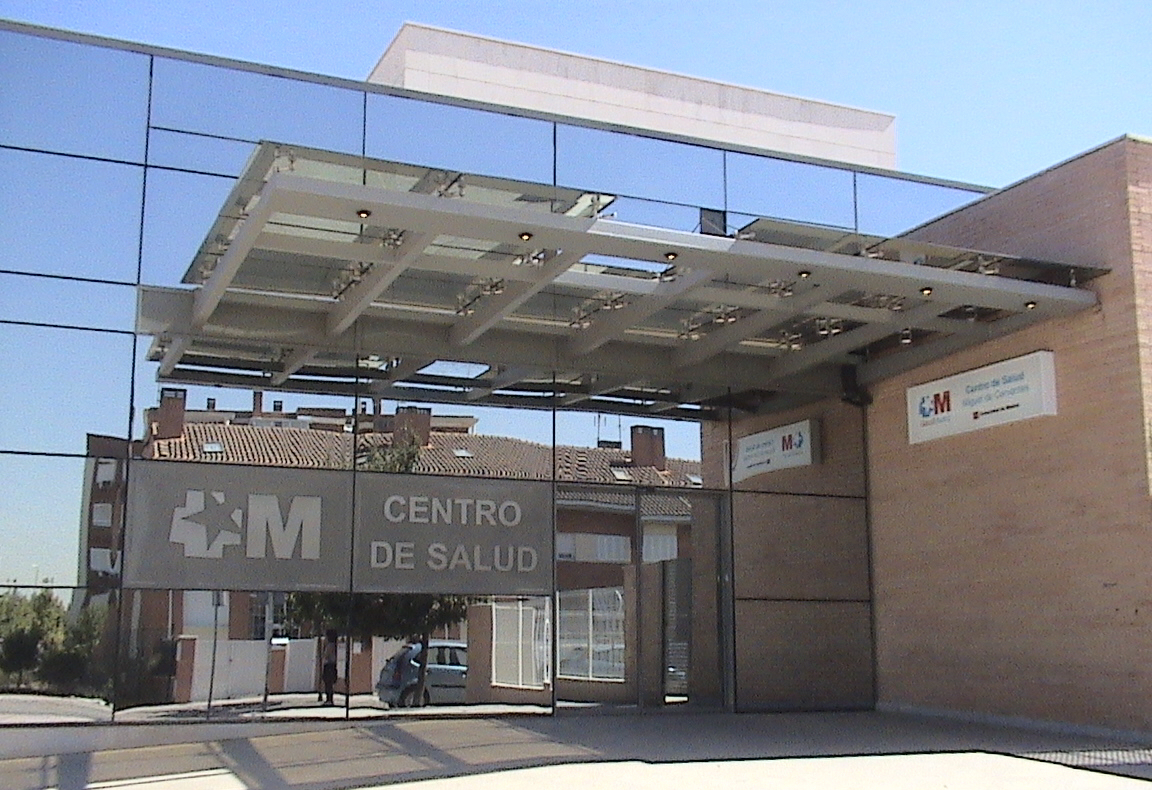

전문의가 아닌 의사를 모두 일반의(一般醫, general practitioner, GP)라고 한다. 하지만 대학 병원에서 연구하는 기초의학 연구 교수등이 아니라 보통은 개업의사들 중에서 전문의가 아닌 사람을 말하는 것이 일반적이다.

## 나라별 현황

### 대한민국
대한민국에서는 (1) 의학이나 치과의학을 전공하는 대학을 졸업한 사람, (2) 한방의학을 전공하는 대학을 졸업한 사람, (3) "보건복지부 장관이 인정하는 외국의 대학을 졸업하고, 외국의 면허를 받고 나서, 예비시험을 통과한 사람" 중 국가 시험에 합격한 자만이 면허를 받을 수 있다.

### 오스트레일리아
오스트레일리아의 일반의 제도는 근래 수 십 년간 많은 변화를 겪고 있다. 기초적인 오스트레일리아의 기초적인 의학 학의는 MBBS(Bachelors of Medicine and Surgery)이다. 이 학위는 전통적으로 6년제 코스를 마치고 수여된다. 최근 수 년간, 4년제의 의학 대학원 코스가 더 흔해졌다.

## 같이 보기
- 전공의
- 전임의